# 射雕英雄传之降龙十八掌
射雕英雄传之降龙十八掌是2021年6月12日上線的中華人民共和國網絡武侠電影，劇情改編自金庸的武俠小說《射雕英雄传》，講述的是郭靖學會降龍十八掌與九陰真經等武功後，擊敗東邪黃藥師、西毒歐陽峰、北丐洪七公成為天下第一高手，同時郭靖還擊退情敵歐陽克最終與黃蓉相親相愛。影片由朱凌锋担任导演，中影寰亚音像制品有限公司、北京拉近影业有限公司、寰亚电影制作有限公司、北京米和花影业有限公司、北京华山论剑影视文化传媒有限公司出品，林妍柔（飾演黃蓉）、杜德偉（飾演歐陽峰）、關禮傑、駱應鈞、林子聰及朱鑑然等人參演。

## 外部連結
- 豆瓣电影上《射雕英雄传之降龙十八掌》的資料 （简体中文）